# みらくる! ぱんぞう
『みらくる! ぱんぞう』は、つるおかけんじによる漫画。また、同漫画を原作にしたアニメ作品のタイトル。当初のタイトルは『ウルトラぱんぞう』であったが、アニメ化に伴い改題された。

## 概要
パンダがモデルのキャラクター・ぱんぞうを主人公とした漫画で、宇宙警察官のぱんぞうが、いたずらをするスペースクリーチャーたちを取り締まるストーリーとなっている。かつてあった小学館のサイト「ネットくん」「ネットくんプラス」のコーナー「ぱんぞう屋」に連載されており、また、アニメ化と並行して「学習幼稚園」「小学一年生」「小学三年生」に連載され、「学習幼稚園」「小学一年生」連載版はじょうさゆりが執筆した。

## 登場キャラクター
ぱんぞう
声 - 筒美奈子
本作の主人公。宇宙警察で働いているが、いつも失敗ばかり。口癖は「～である」と「～のである」。
まめぞう
声 - 佐久間レイ
ぱんぞうの相棒のロボット。しっかり者で、ぱんぞうをいつもアシストしている。
ラビーナ
声 - 神田理江
ウサギがモデルの女の子で、ぱんぞうの同僚。ぱんぞうのことが好き。
フォッグ
キツネがモデル。ぱんぞうの同僚だが、やや嫌味っぽい。
署長
声 - 坂口候一
宇宙警察の署長。
バスキー
声 - 関俊彦
オオカミがモデルの教官。かなり厳しい。
プーリン

新人のブタで、ぱんぞうに恨みを持っている。
スペースゴリ
声 - 三宅健太
ぱんぞうの永遠のライバル。ゴリラがモデルの宇宙ロボット。スペースクリーチャーを利用して悪事を企むが失敗ばかり。
ソン
声 - 小林優子
カエルがモデルの兄で、スペースゴリの子分。
トク
声 - 小河正史
カエルがモデルの弟で、スペースゴリの子分。

ブーリン
豚がモデルの少年。新入りでぱんぞうには因縁があり、度々嫌がらせをしている。

## 書誌情報
- つるおかけんじ『みらくる!ぱんぞう 青い石のひみつ』小学館（小学館ワンダーランドブックス）ISBN 978-4-09-253219-9[1]

## アニメ
2004年4月18日から2005年3月20日までぐっとくるサンデー(NHK教育（現NHKEテレ）)枠内でアニメ化された。全20話。

### スタッフ
- 原作：つるおかけんじ
- 脚本：吉田玲子、笠原邦暁
- キャラクターデザイン・作画監督：谷まどか
- 美術監督：松宮正純
- 色彩設計：山口喜加
- 撮影監督：宮川佳和
- 編集：森田清次
- 設定制作：杉原由紀
- 製作担当：島田尚保
- 音楽：徳田久嗣
- 効果：金丸孝彦
- 音響演出：西名武
- 調整：松中秀紀
- 録音：小林貴裕
- 音響製作担当：小野勝弘
- 音響制作・録音スタジオ：HALF H・P STUDIO
- アニメーションプロデューサー：光延青児、斉藤次郎
- アニメーション制作：スタジオ雲雀
- プロデューサー：押田聖弘
- 監督：中西伸彰
- 製作：小学館、ウェブプログレッシブ、小学館プロダクション

### 各話リスト
出典：
| 話数   | サブタイトル                   | 放送日         | 放送日         |
| 話数   | サブタイトル                   | 本放送         | 再放送         |
| ------ | ------------------------------ | -------------- | -------------- |
| 第1話  | ボクはぱんぞう! である。       | 2004年 4月18日 | 2004年 6月13日 |
| 第2話  | ゲルゲルから逃げろ! である。   | 5月2日         | -              |
| 第3話  | おっとり捜査! である。         | 5月16日        | 2005年 2月20日 |
| 第4話  | ぱんぞうの青い石! である。     | 5月30日        | 2004年 7月25日 |
| 第5話  | ピュッポを救出しろ! である。   | 6月27日        | -              |
| 第6話  | 特訓する! である。             | 7月11日        | -              |
| 第7話  | 雨降り星のザザ、である。       | 8月8日         | -              |
| 第8話  | ラビーナは最強! である。       | 8月22日        | -              |
| 第9話  | 爆走サイーン! である。         | 9月5日         | -              |
| 第10話 | ソンとトクがんばる! である。   | 9月19日        | -              |
| 第11話 | バカンスはメラメラ! である。   | 10月3日        | -              |
| 第12話 | まめぞうのココロ! である。     | 10月17日       | 2005年 3月6日  |
| 第13話 | タシック星のゴルゴル! である。 | 10月31日       | -              |
| 第14話 | ムームーのしもべ! である。     | 11月14日       | -              |
| 第15話 | ホラーなまめぞう? である。     | 12月12日       | -              |
| 第16話 | ハットリぱんぞう! である。     | 12月26日       | -              |
| 第17話 | あやうし! ラビーナ である。    | 2005年 1月9日  | -              |
| 第18話 | おそうじゴリさん! である。     | 1月23日        | -              |
| 第19話 | まいごのプスプス! である。     | 2月6日         | -              |
| 最終話 | さよなら! ぱんぞう である。    | 3月20日        | -              |

## ゲーム
アトラスより、ゲームボーイアドバンス用ソフト「みらくる! ぱんぞう 7つの星の宇宙海賊」が2005年11月3日に発売された。

### ホームページゲーム
ホームページのゲームではホームランキング、ぷにぷにバトル、ガチャガチャマシーン、ディープボンバー、ぷにぷにの星などがあるが、ぷにぷにの星は、小学館のホームページから、ネットくんへ、ネットくんから、ネットくんプラスへ移動した。その後、ネットくんプラスが閉鎖したと同時にぱんぞう屋ハイパーに移動した。2021年にAdobe Flashが終了したことを受け、一部観覧ができない状態となっている。

## スピンオフ
みらくる! ぱんぞうのキャラクター、ぷにぷにが主人公となったアニメスピンオフ作品。名称は「ぷにぷにアニメ・ぷにぷにの星」である。かつてあった小学館のサイト「ネットくん」「ネットくんプラス」のコーナー「ぱんぞう屋」に配信していたがネットくんプラス閉鎖以降は自身のYouTubeチャンネルにて配信している。
ちなみにぷにぷには主にホームページのゲーム方面に出ていた。
作品内容は「最強のぷにぷにを目指す、主人公ぷにイチの成長物語」である。